# Oestrich-Winkel
Oestrich-Winkel − miasto w Niemczech, w kraju związkowym Hesja, w rejencji Darmstadt, w powiecie Rheingau-Taunus.

## Zobacz też

Oestrich-Winkel
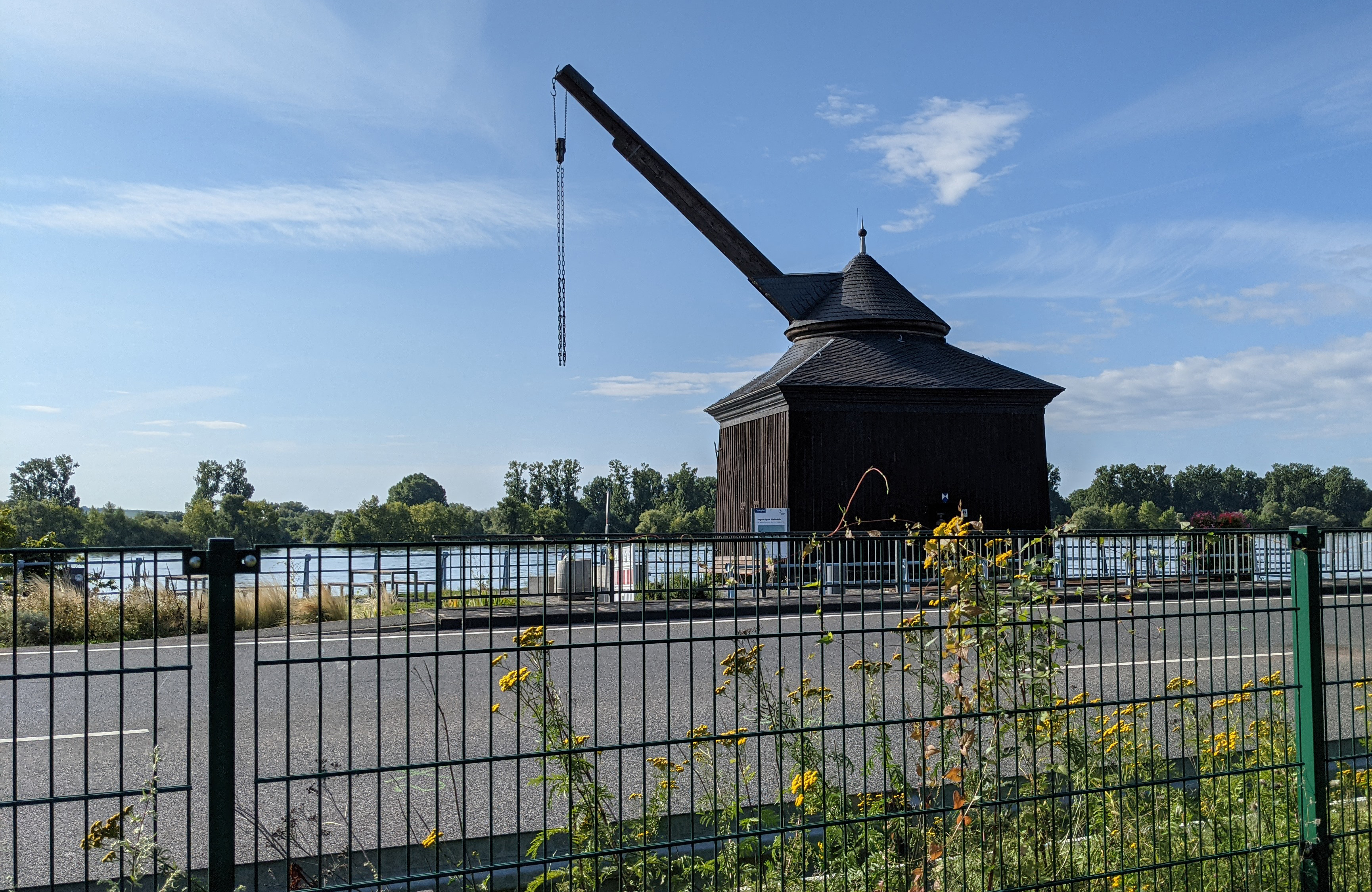
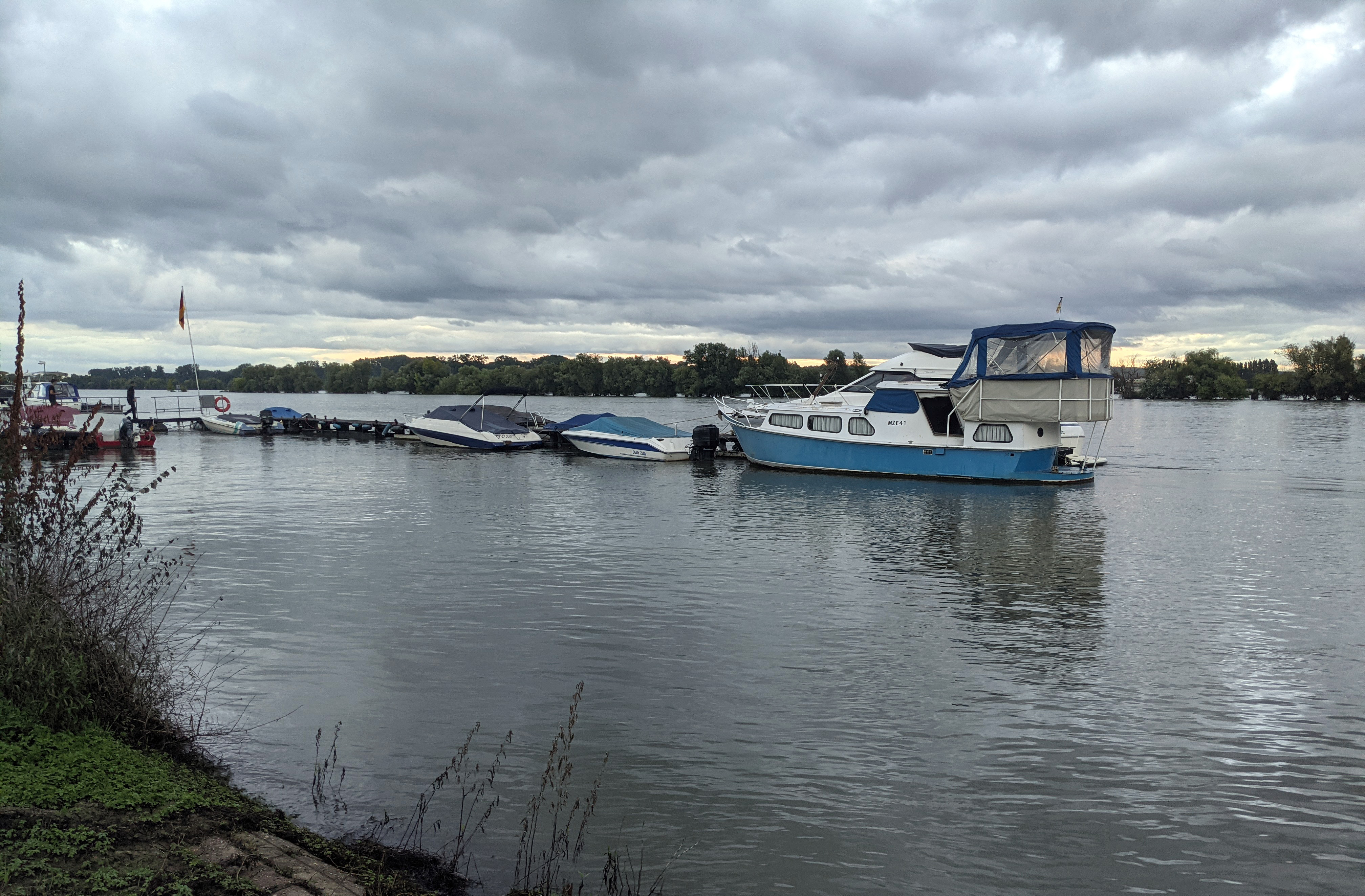
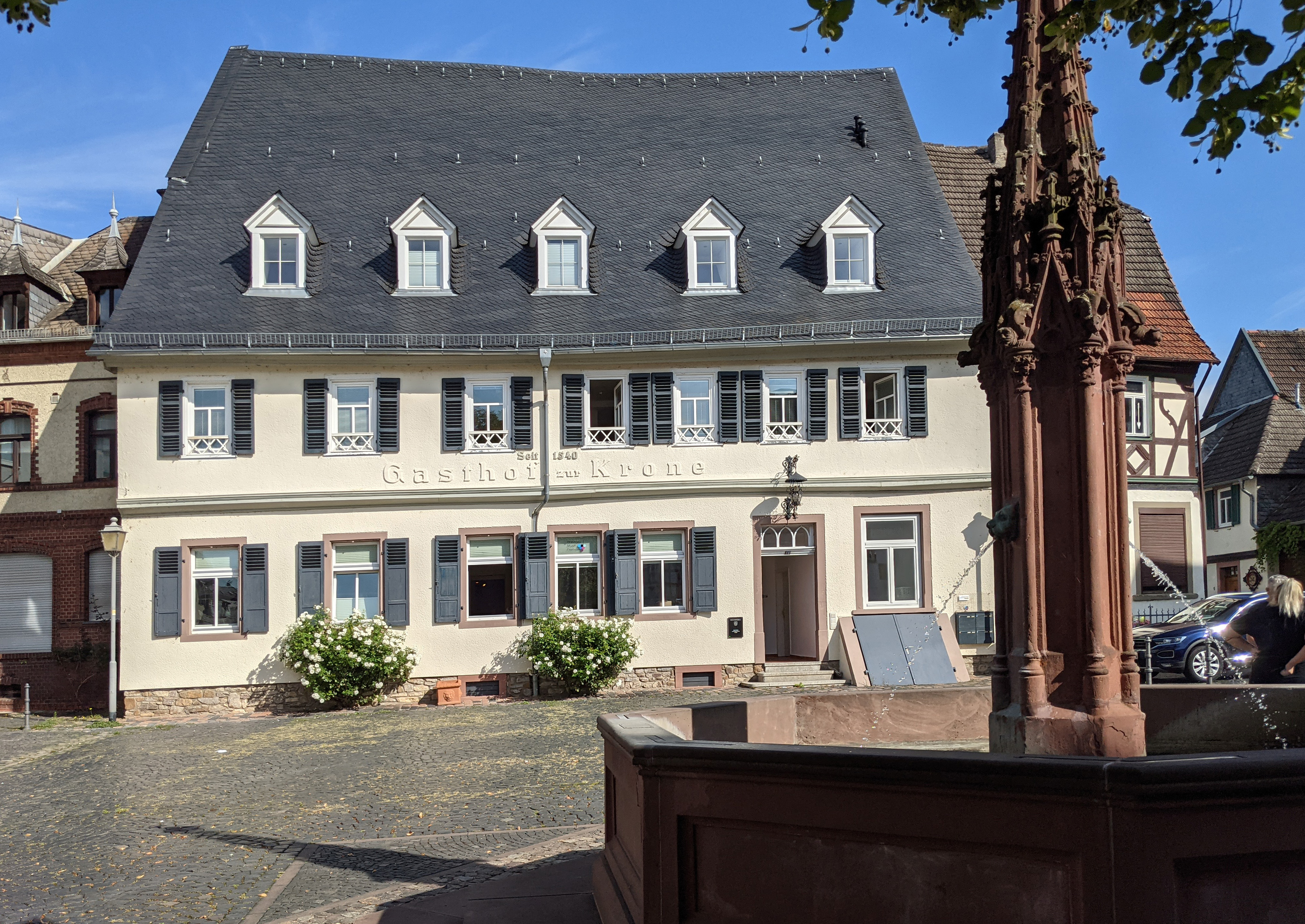
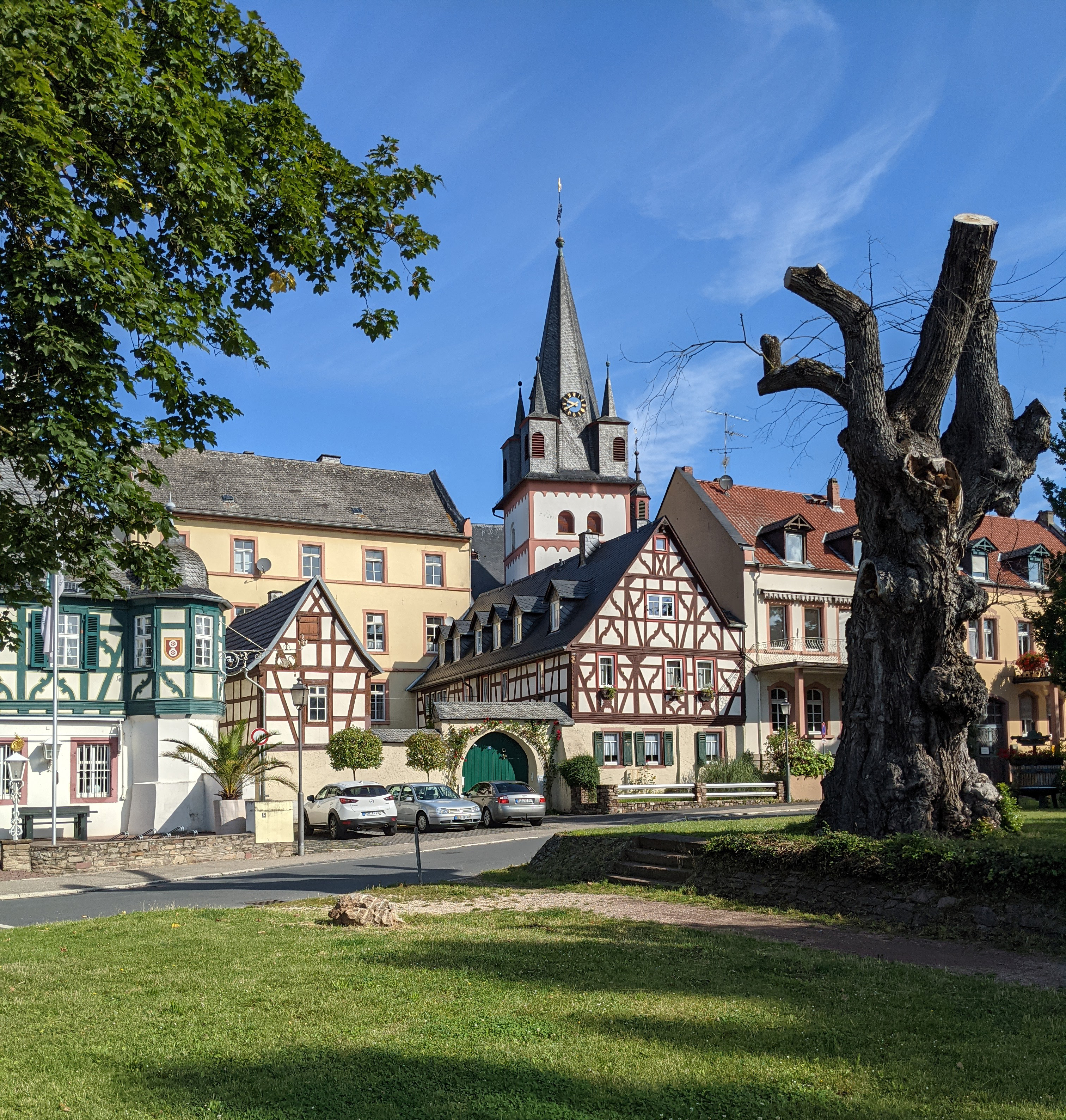
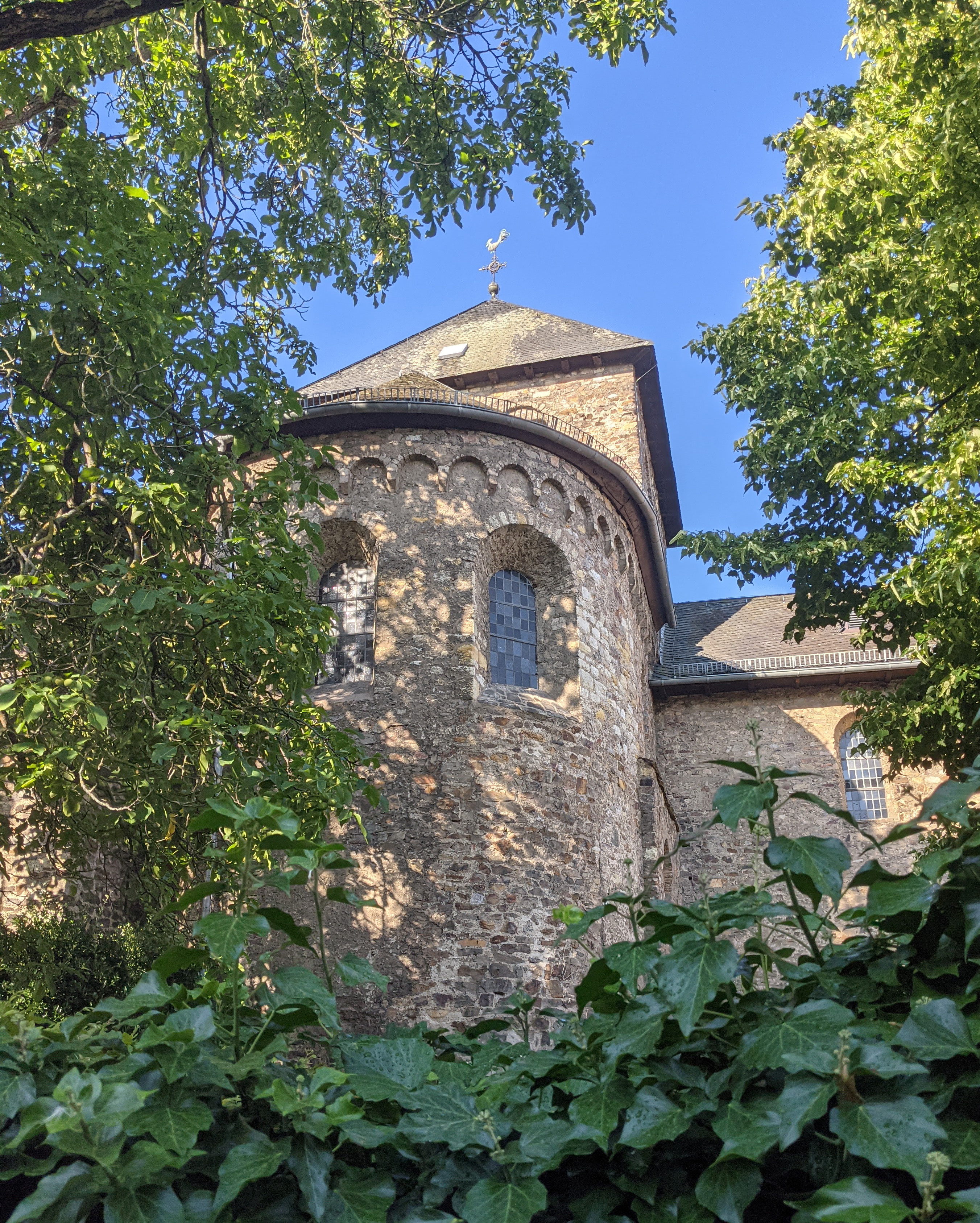
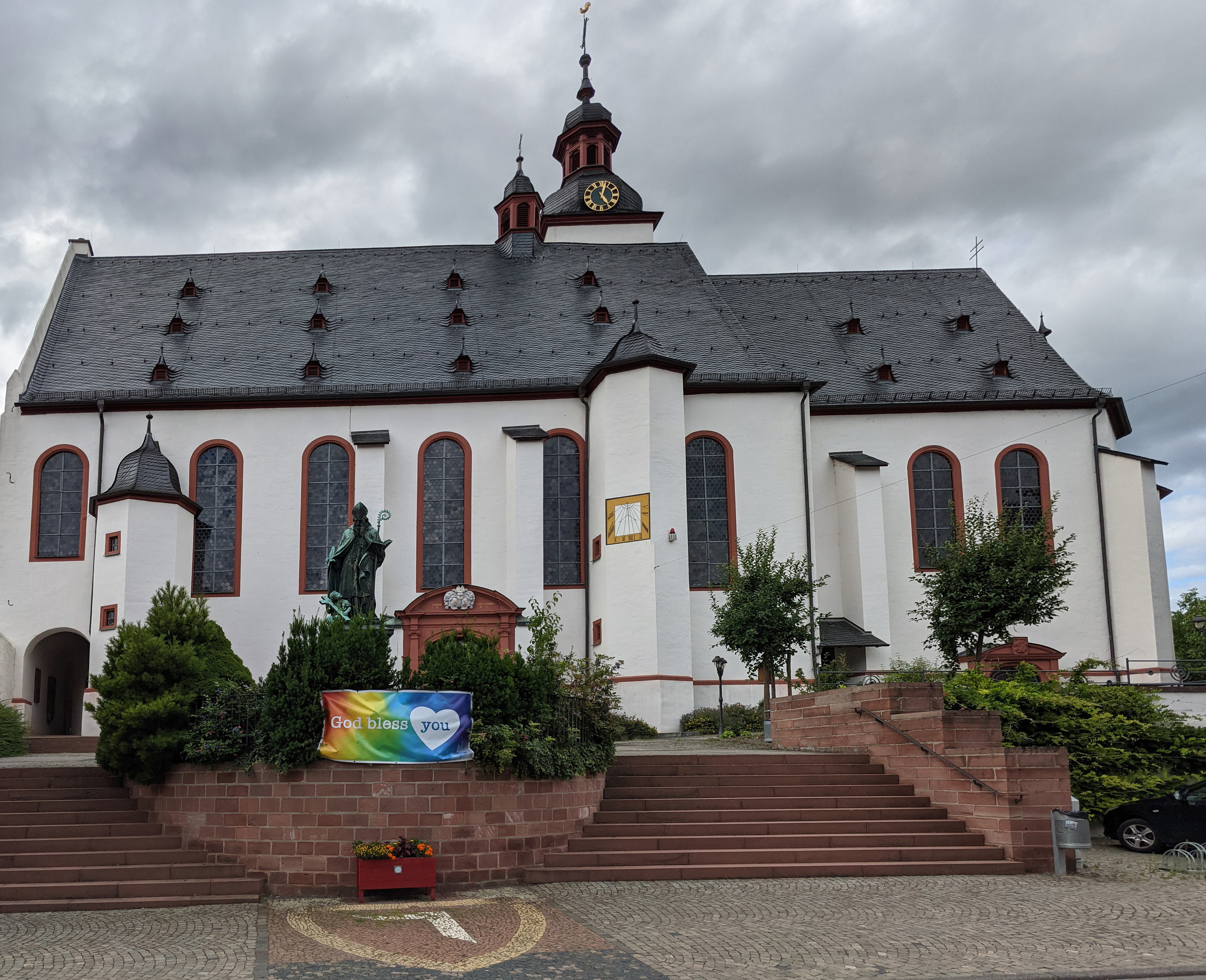
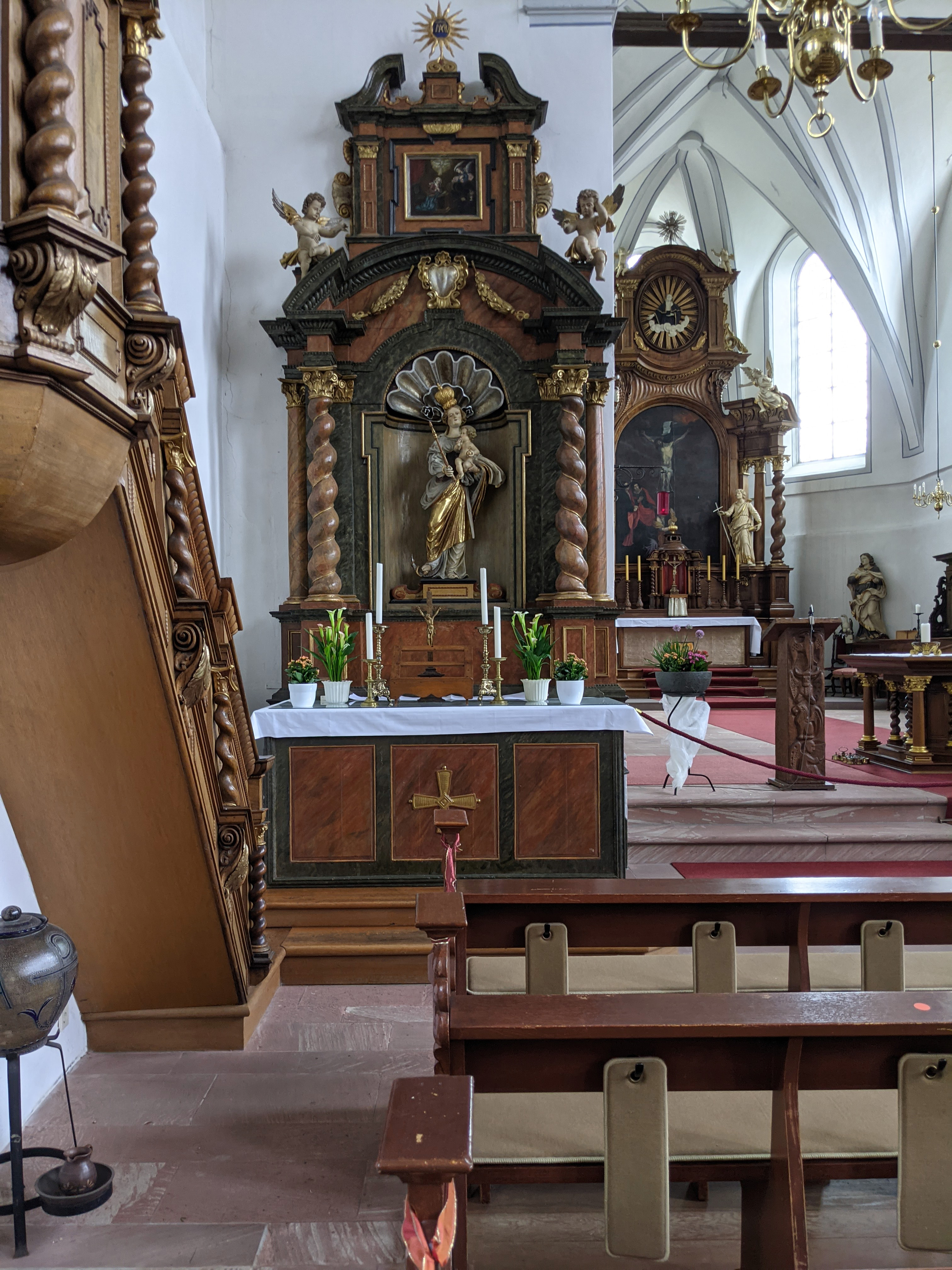
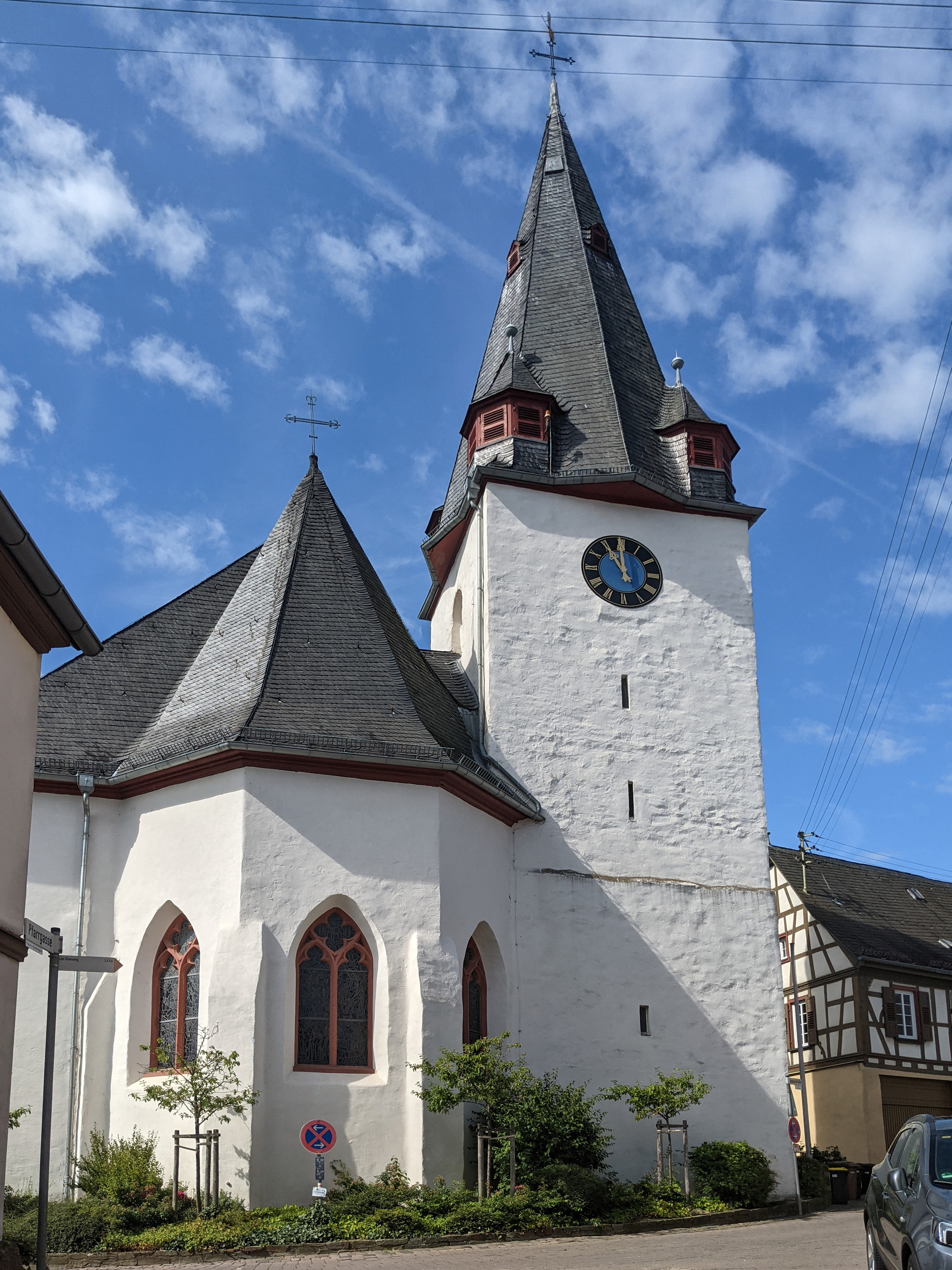
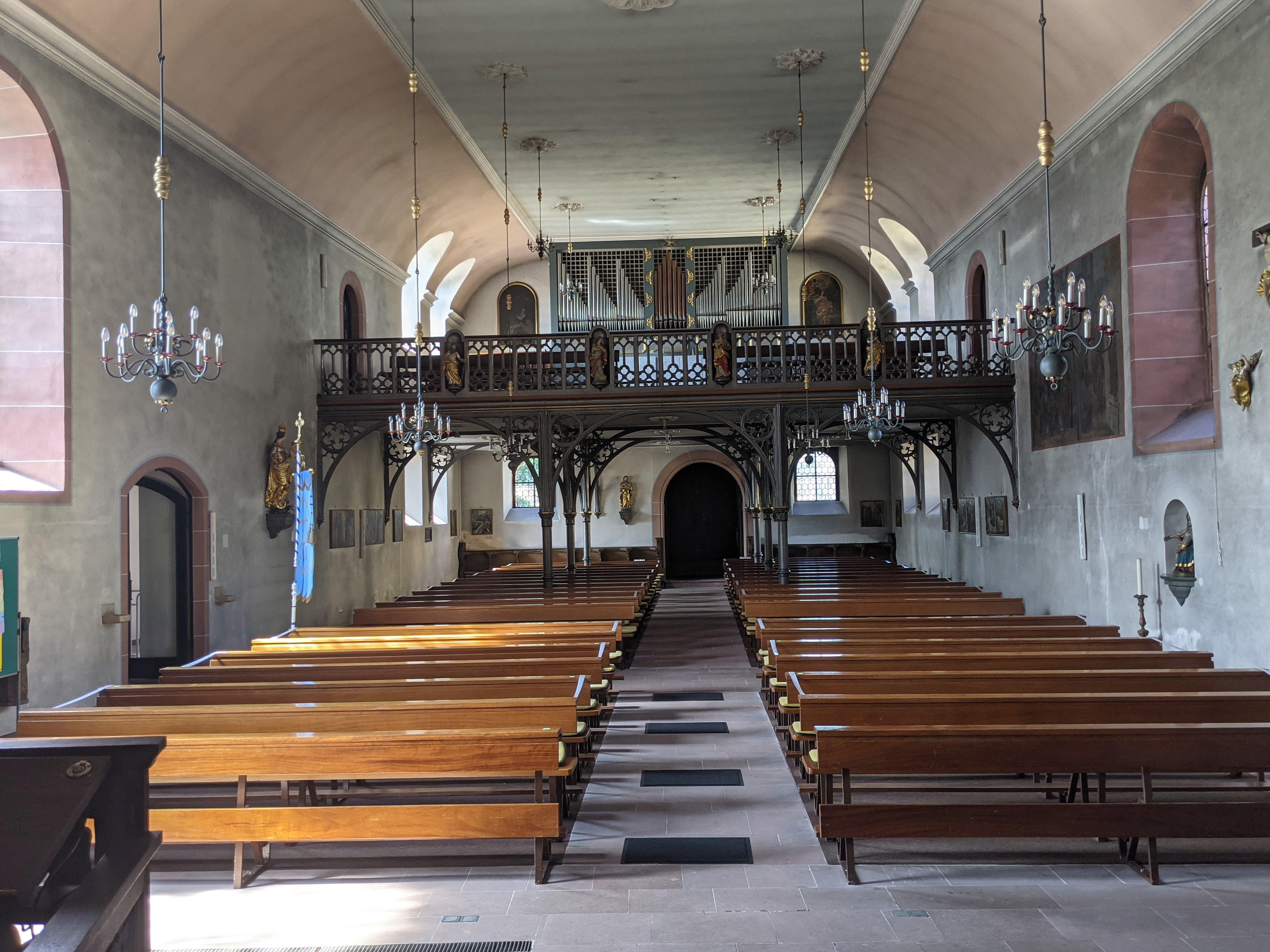
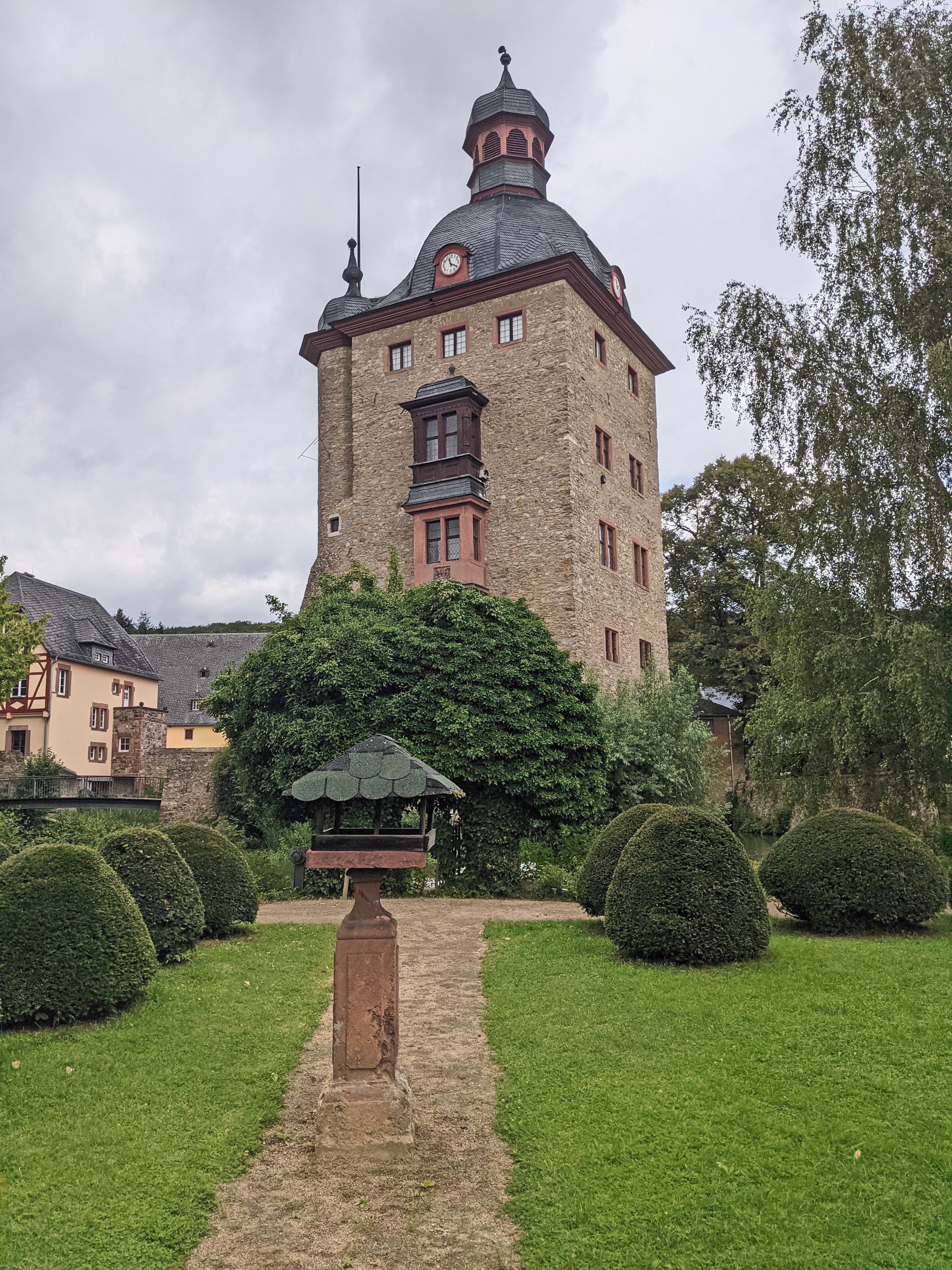
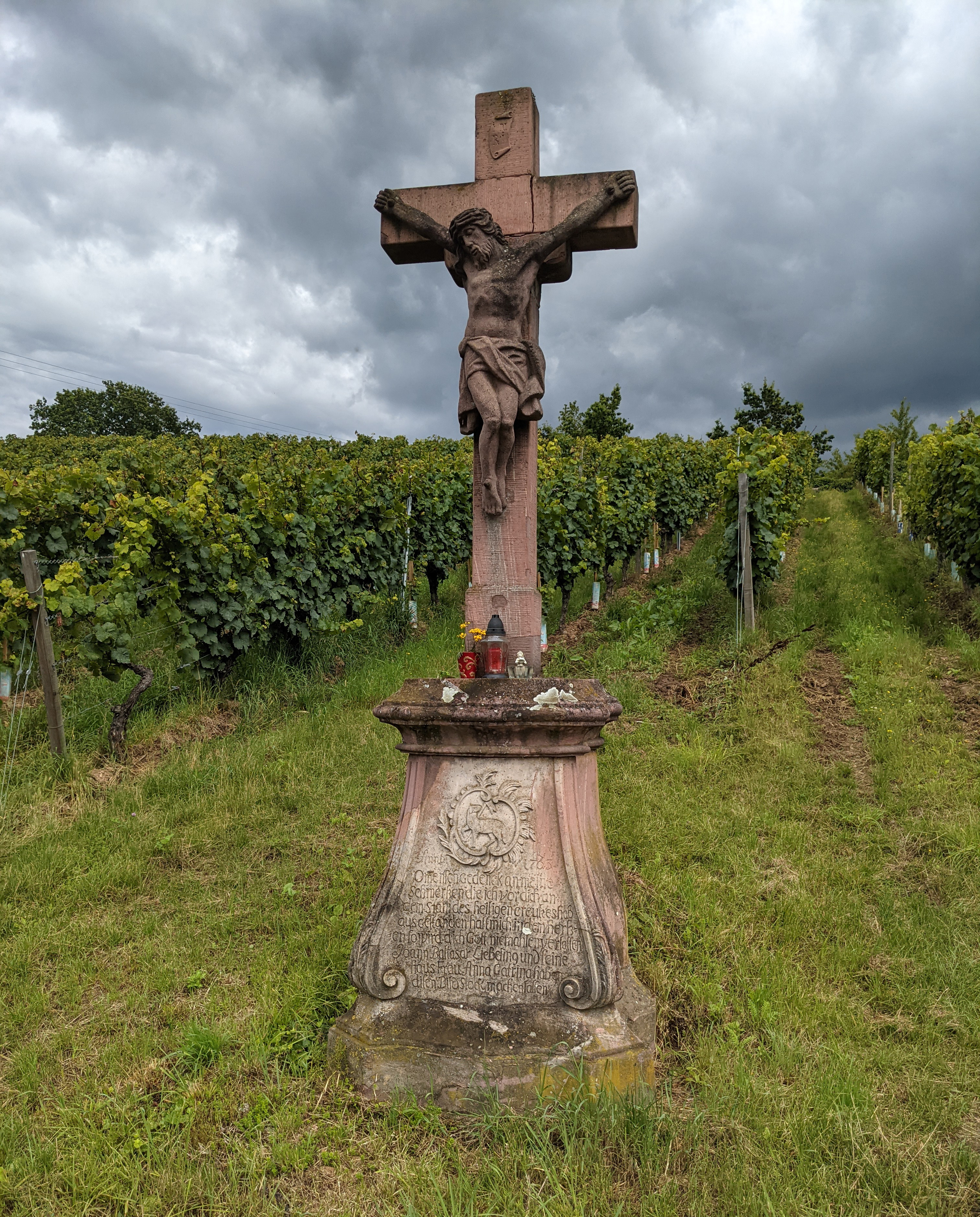